# Donald Meek
Donald Meek (Glasgow, 14 luglio 1878 – Los Angeles, 18 novembre 1946) è stato un attore britannico.

## Biografia
Trasferitosi negli Stati Uniti d'America durante l'adolescenza, prima di diventare un attore, combatté nella guerra ispano-americana a diciotto anni.

## Filmografia
La filmografia "attore" (secondo IMDb) è completa
- Six Cylinder Love, regia di Elmer Clifton (1923)
- The Hole in the Wall, regia di Robert Florey (1929)
- The Love Kiss, regia di Robert R. Snody (1930)
- The Cole Case, regia di Joseph Henabery (1931)
- The Girl Habit, regia di Edward F. Cline (1931)
- Personal Maid, regia di Monta Bell e Lothar Mendes (1931)
- The Clyde Mystery, regia di Arthur Hurley (1931)
- The Wall Street Mystery, regia di Arthur Hurley (1931)
- The Week End Mystery, regia di Arthur Hurley (1931)
- The Symphony Murder Mystery, regia di Joseph Henabery (1932)
- Wayward, regia di Edward Sloman (1932)
- The Studio Murder Mystery, regia di Joseph Henabery (1932)
- The Babbling Book, regia di Aubrey Scotto (1932)
- The Skull Murder Mystery, regia di Joseph Henabery (1932)
- Murder in the Pullman, regia di Joseph Henabery (1932)
- The Side Show Mystery, regia di Joseph Henabery (1932)
- The Crane Poison Case, regia di Joseph Henabery (1932)
- The Trans-Atlantic Mystery, regia di Joseph Henabery (1932)
- Love, Honor and Oh Baby!, regia di Edward Buzzell (1933)
- Sempre nel mio cuore (Ever in My Heart), regia di Archie Mayo - scene cancellate (1933)
- College Coach, regia di William A. Wellman  (1933)
- L'imprevisto (Hi, Nellie!), regia di Mervyn LeRoy (1934)
- Bedside, regia di Robert Florey (1934)
- The Last Gentleman, regia di Sidney Lanfield (1934)
- Il mistero del varietà (Murder at the Vanities), regia di Mitchell Leisen (1934)
- The Defense Rests, regia di Lambert Hillyer (1934)
- La vedova allegra (The Merry Widow), regia di Ernst Lubitsch (1934)
- What Every Woman Knows, regia di Gregory La Cava (1934)
- Mrs. Wiggs of the Cabbage Patch, regia di Norman Taurog (1934)
- The Captain Hates the Sea, regia di Lewis Milestone (1934)
- Il grande Barnum (The Mighty Barnum), regia di Walter Lang - scene cancellate (1934)
- Biography of a Bachelor Girl, regia di Edward H. Griffith (1935)
- Romance in Manhattan, regia di Stephen Roberts (1935)
- Il giglio d'oro (The Gilded Lily), regia di Wesley Ruggles (1935)
- La carne e l'anima (Society Doctor) di George B. Seitz (1935)
- Tutta la città ne parla (The Whole Town's Talking), regia di John Ford (1935)
- Mark of the Vampire, regia di Tod Browning (1935)
- Harrington faccia-di-bambino (Baby Face Harrington), regia di Raoul Walsh (1935)
- Il traditore (The Informer), regia di John Ford (1935)
- Village Tale, regia di John Cromwell (1935)
- Old Man Rhythm, regia di Edward Ludwig (1935)
- Sui mari della Cina (China Seas), regia di Tay Garnett (1935)
- Accent on Youth, regia di Wesley Ruggles (1935)
- The Return of Peter Grimm, regia di George Nichols Jr. e, non accreditato, Victor Schertzinger (1935)
- Il domatore di donne (She Couldn't Take It), regia di Tay Garnett (1935)
- La costa dei barbari (Barbary Coast), regia di Howard Hawks e, non accreditato, William Wyler (1935)
- Happiness C.O.D., regia di Charles Lamont (1935)
- Sogno di prigioniero (Peter Ibbetson), regia di Henry Hathaway (1935)
- Kind Lady, regia di George B. Seitz (1935)
- Capitan Blood (Captain Blood), regia di Michael Curtiz (1935)
- The Bride Comes Home, regia di Wesley Ruggles (1935)
- Everybody's Old Man, regia di James Flood (1936)
- Una donna qualunque (And So They Were Married), regia di Elliott Nugent (1936)
- Un bacio al buio (One Rainy Afternoon), regia di Rowland V. Lee (1936)
- The Three Wise Guys, regia di George B. Seitz (1936)
- Three Married Men, regia di Edward Buzzell (1936)
- Il tesoro del fiume (Old Hutch), regia di J. Walter Ruben (1936)
- Due nella folla (Two in a Crowd), regia di Alfred E. Green (1936)
- Amore in corsa (Love on the Run), regia di W. S. Van Dyke (1936)
- Pennies from Heaven, regia di Norman Z. McLeod (1936)
- La vergine di Salem (Maid of Salem), regia di Frank Lloyd (1937)
- Behind the Headlines, regia di Richard Rosson (1937)
- Parnell, regia di John M. Stahl (1937)
- Three Legionnaires, regia di Hamilton MacFadden (1937)
- Alla conquista dei dollari (The Toast of New York), regia di Rowland V. Lee e, non accreditato, Alexander Hall (1937)
- Artisti e modelle (Artists & Models), regia di Raoul Walsh (1937)
- Buona notte amore! (Make a Wish), regia di Kurt Neumann (1937)
- Sposiamoci in quattro (Double Wedding), regia di Richard Thorpe (1937)
- Pronto per due (Breakfast for Two), regia di Alfred Santell (1937)
- Parata notturna (You're a Sweetheart), regia di David Butler (1937)
- Double Danger, regia di Lew Landers (1938)
- Le avventure di Tom Sawyer (The Adventures of Tom Sawyer), regia di Norman Taurog e, non accreditato, H.C. Potter (1938)
- L'albergo delle sorprese (Goodbye Broadway), regia di Ray McCarey (1938)
- Vacanze d'amore (Having Wonderful Time), regia di Alfred Santell (1938)
- L'idolo di Broadway, (Little Miss Broadway) regia di Irving Cummings (1938)
- L'eterna illusione (You Can't Take It with You), regia di Frank Capra (1938)
- Hold That Co-ed, regia di George Mashall (1938)
- Jess il bandito (Jesse James), regia di Henry King e, non accreditato, Irving Cummings (1939)
- Ombre rosse (Stagecoach), regia di John Ford (1939)
- Alba di gloria (Young Mr. Lincoln), regia di John Ford (1939)
- Blondie Takes a Vacation, regia di Frank R. Strayer (1939)
- Hollywood Cavalcade, regia di Irving Cummings, Malcolm St. Clair e, non accreditato, Buster Keaton (1939)
- La casa delle fanciulle (The Housekeeper's Daughter), regia di Hal Roach (1939)
- Nick Carter (Nick Carter, Master Detective), regia di Jacques Tourneur (1939)
- Oh Johnny, How You Can Love, regia di Charles Lamont (1940)
- Un uomo contro la morte (Dr. Ehrlich's Magic Bullet), regia di William Dieterle (1940)
- Mia bella pollastrella (My Little Chickadee), regia di Edward F. Cline (1940)
- La guida eroica (The Man from Dakota), regia di Leslie Fenton (1940)
- The Ghost Comes Home, regia di Wilhelm Thiele (1940)
- La via delle stelle (Star Dust), regia di Walter Lang (1940)
- L'errore del dio Chang (Turnabout), regia di Hal Roach (1940)
- Phantom Raiders, regia di Jacques Tourneur (1940)
- Il vendicatore di Jess il bandito (The Return of Frank James), regia di Fritz Lang (1940)
- Sky Murder, regista di George B. Seitz (1940)
- Wapakoneta (Third Finger, Left Hand), regia di Robert Z. Leonard (1940)
- Hullabaloo, regia di Edwin L. Marin (1940)
- Wild Man of Borneo, regia di Robert B. Sinclair (1941)
- Vieni a vivere con me (Come Live with Me), regia di Clarence Brown (1941)
- Blonde Inspiration, regia di Busby Berkeley (1941)
- Free and Easy, regia di George Sidney e, non accreditato, Edward Buzzell (1941)
- Vecchio squalo (Barnacle Bill), regia di Richard Thorpe (1941)
- Volto di donna (Woman's Face), di George Cukor (1941)
- Chi dice donna... (The Feminine Touch), regia di W.S. Van Dyke (1941)
- Rise and Shine, regia di Allan Dwan (1941)
- I ragazzi di Broadway (Babes on Broadway), regia di Busby Berkeley (1941)
- Gente allegra (Tortilla Flat), regia di Victor Fleming (1942)
- Maisie Gets Her Man, regia di Roy Del Ruth (1942)
- The Omaha Trail, regia di Edward Buzzell e, non accreditato, Edward L. Cahn (1942)
- Sette ragazze innamorate (Seven Sweethearts), regia di Frank Borzage (1942)
- Prigioniera di un segreto (Keeper of the Flame), regia di George Cukor (1942)
- Ho salvato l'America (They Got Me Covered), regia di David Butler (1943)
- Il nemico ci ascolta (Air Raid Wardens), regia di Edward Sedgwick (1943)
- Mademoiselle du Barry (Du Barry Was a Lady), regia di Roy Del Ruth (1943)
- L'angelo perduto (Lost Angel), regia di Roy Rowland (1943)
- Rationing, regia di Willis Goldbeck (1944)
- Due ragazze e un marinaio (Two Girls and a Sailor), regia di Richard Thorpe (1944)
- Bellezze al bagno (Bathing Beauty) regia di George Sidney (1944)
- Maisie Goes to Reno, regia di Harry Beaumont (1944)
- L'avventuriero della città d'oro (Barbary Coast Gent), regia di Roy Del Ruth (1944)
- L'uomo ombra torna a casa (The Thin Man Goes Home), regia di Richard Thorpe (1944)
- Festa d'amore (State Fair), regia di Walter Lang (1945)
- La commedia è finita (Because of Him), regia di Richard Wallace  (1946)
- Colonel Effingham's Raid, regia di Irving Pichel (1946)
- Janie Gets Married, regia di Vincent Sherman (1946)
- Affairs of Geraldine, regia di George Blair (1946)
- The Hal Roach Comedy Carnival, regia di Bernard Carr e Harve Foster (1947)
- The Fabulous Joe, regia di Harve Foster (1947)
- La città magica (Magic Town), regia di William A. Wellman (1947)

## Doppiatori italiani
- Carlo Romano in L'eterna illusione, Alba di gloria
- Amilcare Pettinelli in Sogno di prigioniero (ridoppiaggio), La commedia è finita
- Nino Camarda in Ombre rosse (ridoppiaggio), Due ragazze e un marinaio
- Amilcare Quarra in Jess il bandito, La città magica
- Lauro Gazzolo in Vieni a vivere con me
- Oreste Rizzini in Bellezze al bagno (ridoppiaggio)